# Unilink
Unilink ist ein von Sony entwickeltes, proprietäres Bus-System, das bei der Vernetzung von Fahrzeug-Infotainment-Geräten über eine serielle Schnittstelle zum Einsatz kommt.

## Unilink-Geräte
Der wohl bekannteste von den Zubehörgeräten ist der CD-Wechsler. Weiterhin gibt es folgende Apparate:
- MD-Wechsler
- DAB-Tuner (Beispiel: Sony XT-100 DAB)
- AUX-In-Selector
- Equalizer

Des Weiteren gibt es von Drittanbietern Stecker mit integrierter Platine, die einen CD-Wechsler simulieren, um somit den BUS Audio In Port für Handy, MP3-Player oder ähnlichem zu nutzen.

## Verwendungsbeispiel
Typisches Verwendungsbeispiel ist die Ansteuerung eines CD-Wechslers durch ein Autoradio.